# Konstantyn VII Porfirogeneta

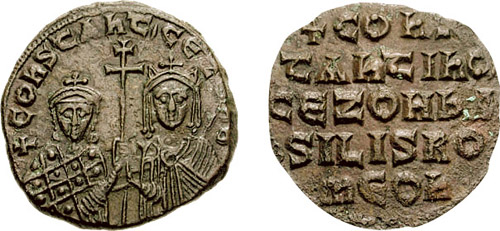
Follis z podobizną Konstantyna VII Porfirogenety i Zoe

Konstantyn VII Porfirogeneta, (łac. Constantinus Porphyrogennetus, gr. Κωνσταντῖνος Ζ' ὁ Πορφυρογέννητος, Konstantinos Porphyrogennetos; ur. 17 lub 18 maja 905, zm. 9 listopada 959) – cesarz bizantyński. Przydomek Porfirogeneta oznacza dosłownie „zrodzony w purpurze”.
Konstantyn urodził się w 905 roku jako dziecko pozamałżeńskie cesarza Leona VI. Dzięki zabiegom ojca został uznany za prawowitego następcę tronu, a następnie – w wieku 6 lat – koronowany na cesarza. Po śmierci ojca w 912 roku rządy w jego imieniu sprawowali kolejno: jego stryj Aleksander, patriarcha Konstantynopola Mikołaj Mistyk, i jego matka, Zoe Karbonopsina. Wywołana przez Aleksandra wojna z carem Bułgarii Symeonem stała się zagrożeniem dla istnienia Cesarstwa. Z kryzysu wydobył państwo dowódca floty Roman Lekapen, który wydał za Konstantyna swą córkę, a następnie doprowadził do koronowania siebie na cesarza w roku 920. Przez następne dwadzieścia pięć lat Konstantyn zajmował się na dworze cesarskim działalnością naukową i pisarską. Do władzy doszedł w 945 roku po śmierci Romana Lekapena. W polityce wewnętrznej kontynuował walkę teścia z powstawaniem wielkich majątków ziemskich. Toczył wojny w Italii i Syrii. Prowadził ożywioną działalność dyplomatyczną. W roku 957 odwiedziła Konstantynopol księżna kijowska Olga.
Zasadnicze znaczenie miały podjęte przez Konstantyna VII szeroko zakrojone prace oświatowe i naukowe. Cesarz zgromadził w Konstatynopolu sprowadzone z terenu całego państwa rękopisy, które zostały następnie wykorzystane w pracach naukowych. Pozostawił po sobie encyklopedię ceremoniału bizantyńskiego, geograficzno-historyczny opis prowincji Cesarstwa, traktat o obcych krajach i ludach oraz życiorys swego dziada Bazylego I. Z jego inicjatywy powstały liczne prace historyczne i przewodniki praktyczne. Tworzone były ekscerpta z pism dawnych pisarzy. Jego działalność dała impuls do rozwoju intelektualnego w Bizancjum, szczególnie do odrodzenia się historiografii bizantyńskiej.

## Życie

### Walka o koronę cesarską

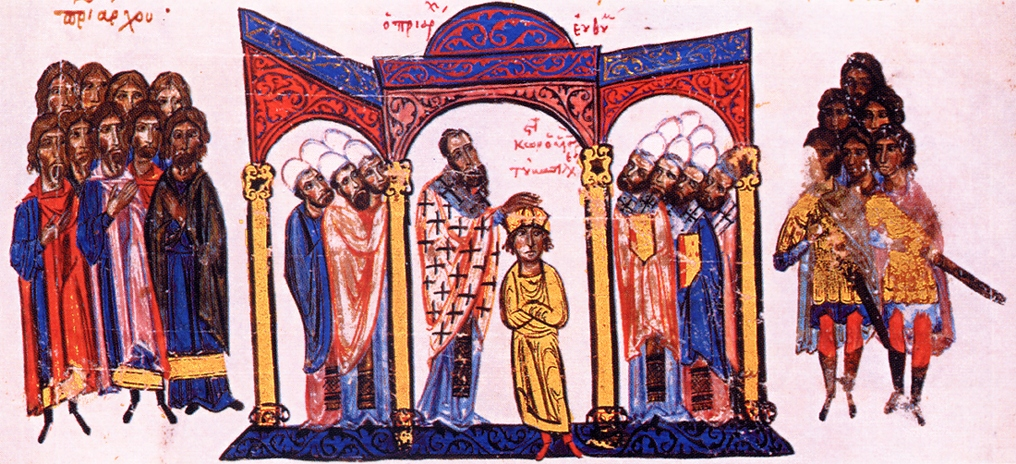
Koronacja Konstantyna VII. Miniatura z Kroniki Skylitzesa. Madryt

Konstantyn był synem cesarza Leona VI, pochodzącym z nielegalnego związku z Zoe Karbonopsiną. W 901 roku zmarła Leonowi trzecia żona Eudoksja Bajana. Nie posiadający następcy cesarz poszukiwał więc następnej żony. Kanony Kościoła Wschodniego zakazywały jednak czterokrotnego małżeństwa. Kiedy więc cesarz zaproponował Zoe na swą żonę, spotkał się ze stanowczym sprzeciwem patriarchy. W 905 roku Zoe urodziła Leonowi syna. W trosce o zalegalizowanie urodzin następcy tronu Leon zgodził się oddalić Zoe. 6 stycznia 906 roku patriarcha Mikołaj Mistyk ochrzcił Konstantyna w Kościele Hagia Sofia. Trzy dni później cesarz poślubił matkę swego jedynego syna i nadał jej godność augusty. Patriarcha jednak nie ustąpił: na Boże Narodzenie 906 roku wzbronił cesarzowi wstępu do kościoła. Leon zwrócił się więc do Rzymu. Papież Sergiusz III udzielił cesarzowi dyspensy, kanony Kościoła Zachodniego nie zabraniały bowiem zawarcia czwartego małżeństwa. W oparciu o decyzję papieża Leon zmusił Mikołaja Mistyka do ustąpienia i powołał na tron patriarszy Eutymiusza. Za cenę rozłamu w Kościele Leon dopiął swego celu: 9 czerwca 911 roku Konstantyn otrzymał koronę cesarską.

### Dwie regencje
Leon zmarł 12 maja 912 roku. Władza przeszła w ręce współcesarza, stryja Konstantyna, Aleksandra. Aleksander odsunął od władzy wszystkich wybitniejszych współpracowników Leona, cesarzową Zoe kazał zamknąć w klasztorze, a w miejsce Eutymiusza osadził ponownie na tronie patriarszym Mikołaja Mistyka. W polityce zagranicznej wsławił się tym, że odmówił Bułgarom uiszczenia daniny, do której Cesarstwo było zobowiązane umową z 896 roku, czym doprowadził do wojny ze stale wzrastającym w potęgę Symeonem I. Wkrótce po wybuchu wojny, 6 czerwca 913 roku, zmarł.
Władzę w imieniu siedmioletniego Konstantyna VII objął patriarcha Mikołaj Mistyk, kwestionujący legalność urodzenia i koronacji małego cesarza, a zwalczany przez silną opozycję skupioną wokół cesarzowej-wdowy oraz przez zwolenników patriarchy Eutymiusza. Chaos pogłębiła jeszcze próba opanowania tronu przez dowódcę armii i domestyka scholon, Konstantyna Duaksa. Symeon I bez przeszkód dotarł w sierpniu 913 roku pod mury Konstantynopola. Świadom tego, że Cesarstwo może być tylko jedno, zażądał dla siebie godności cesarskiej, pragnąc zastąpić stare państwo bizantyńskie nowym – uniwersalnym. Mimo nowości i śmiałości koncepcji politycznej Symeona, podobnie jak i jego poprzednicy, nie był w stanie sforsować murów najpotężniejszej twierdzy ówczesnego świata. Rozpoczął więc pertraktacje. Został przyjęty przez patriarchę Mikołaja w obecności młodego cesarza Konstantyna VII. Słaby rząd Cesarstwa skapitulował przed władcą Bułgarii. Uznano, że jedna z jego córek zostanie małżonką Konstantyna VII, a on sam został koronowany koroną cesarską, nie na współcesarza wprawdzie, lecz na basileusa Bułgarii, wszystko wskazywało jednak na to, że jest bliski osiągnięcia zamierzonego celu. Po zawarciu pokoju mógł więc powrócić do Bułgarii.

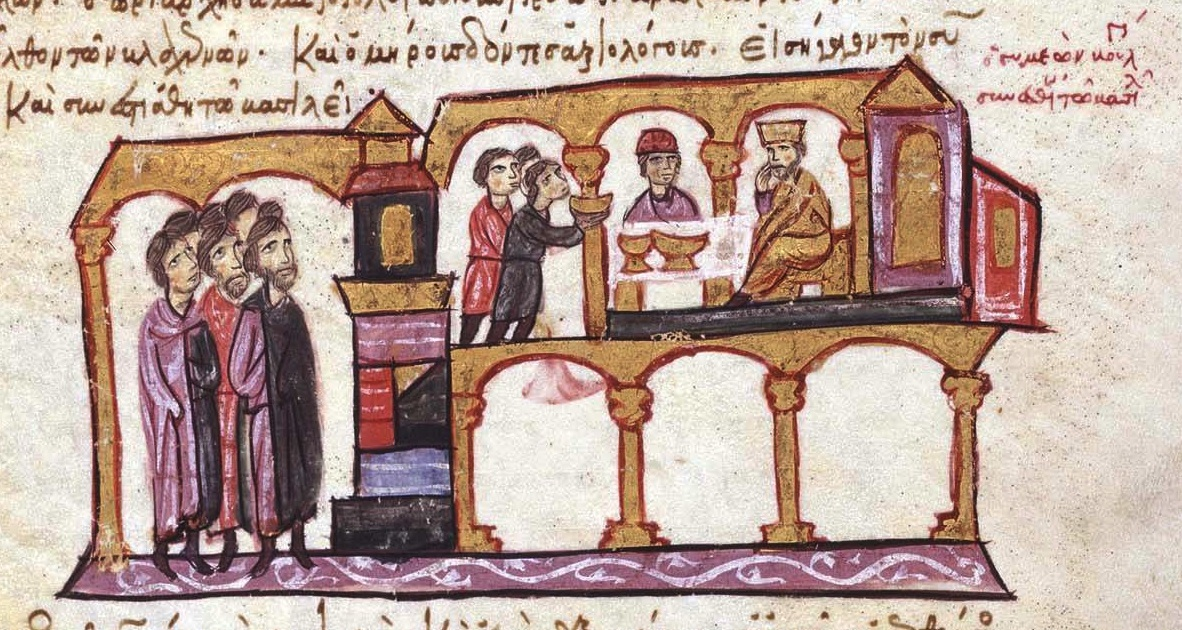
Konstantyn ucztujący z carem Symeonem. Miniatura z Kroniki Skylitzesa. Madryt

Po zawarciu pokoju rząd Mikołaja Mistyka upadł, najprawdopodobniej wskutek niezadowolenia z ustępliwej polityki względem Bułgarów. Do pałacu powróciła cesarzowa-wdowa Zoe. Projekt małżeństwa Konstantyna z córką Symeona I został odrzucony, a prawomocność koronacji władcy Bułgarii zakwestionowana. Wojna rozpoczęła się na nowo. Symeon wkroczył do Tracji, a we wrześniu 914 roku zdobył Adrianopol. W następnych latach jego wojsko spustoszyło okolice Dracza i Tesaloniki. Rząd cesarzowej Zoe przygotował kontratak. Na czele armii stanął domestyk scholon, Leon Fokas, na czele floty drungariusz Roman Lekapen. W 917 roku armia bizantyńska posuwając się wzdłuż wybrzeża Morza Czarnego wkroczyła do Bułgarii. Nad rzeką Achelaos, nieopodal Anchialos, została zaskoczona przez Symeona I i doszczętnie rozbita (20 VIII 917). Po tej klęsce nastąpiła następna pod Katasyrtami. Symeon stał się panem Półwyspu Bałkańskiego. W 918 roku przeszedł przez całą północną Grecję, aż do Zatoki Korynckiej. Rządy cesarzowej Zoe załamały się.

### W cieniu teścia
Władzę w państwie przejął drungariusz Roman Lekapen, który ubiegł kandydata cesarzowej Zoe, Leona Fokasa. W bardzo zręczny sposób usunął najpierw cesarzową Zoe, a następnie jej współpracowników. W maju 919 roku doprowadził do ślubu własnej córki z Konstantynem VII, a sam otrzymał przy tej okazji tytuł basileopatora. 24 września 920 roku zięć obdarzył go godnością cezara, a 17 grudnia tegoż roku uczynił go współcesarzem. Lekapen niedługo zadowalał się tytułem współcesarza, niebawem sam ogłosił się cesarzem, a Konstantyna VII zdegradował do roli współcesarza. W maju 921 roku wyniósł do tej godności najstarszego syna Chrystofora, a w grudniu dwóch młodszych Stefana i Konstantyna. Chrystofor został drugim po ojcu monarchą i domniemanym następcą tronu. Konstantynowi VII przypadła czysto dekoracyjna rola trzeciego monarchy. Roman ostatecznie nie zgładził go, lecz nieznacznie, ale konsekwentnie usuwał go w cień.
Przez następne dwadzieścia kilka lat Konstantyn VII pozostawał figurantem bez wpływu, co wynikało tyleż z układu okoliczności zewnętrznych, co z jego własnego charakteru. Konstantyn był bowiem bardziej pożeraczem książek i erudytą niż mężem stanu. Żył przeszłością, a studia i pisanie rozmaitych dzieł stanowiły jego jedyną namiętność.

### Z powrotem u władzy
Po śmierci najstarszego syna Roman Lekapen nie kwapił się z wyznaczeniem na swego następcę któregoś z młodszych synów. 16 grudnia 944 roku aresztowali oni ojca i zesłali na wyspę Porti, gdzie dokonał życia jako mnich w 948 roku. Młodzi Lekapenowie przeliczyli się jednak, sądząc, że obejmą władzę, być może dali się wywieść w pole przez podszepty zwolenników Konstantyna VII. Lekapenom nie udało się zgładzić prawowitego władcy. 27 stycznia 945 roku Konstantyn VII kazał aresztować swoich szwagrów, po czym skazał ich na wygnanie, gdzie jakiś czas potem w gwałtowny sposób zakończyli życie. Jako władca ulegał wpływom otoczenia, a przede wszystkim swej żony Heleny. Po upadku Lekapenów doszło do zmian personalnych na dworze. Wszechmogącym szefem koterii dworskiej został magister Bazyli Petinos. Konstantyn VII faworyzował potężny ród Fokasów. Bardas Fokas, niegdyś główny rywal Romana Lekapena, objął naczelne dowództwo, jego trzej synowie otrzymali wysokie stanowiska w armii. Na stolicy patriarchalnej Konstantyn pozostawił związanego z Romanem Teofilakta, którego po śmierci w 959 roku zastąpił Polyeukt. Nowy patriarcha zdążył w krótkim czasie poróżnić się z cesarzem, piętnując jego słabość i nadużycia dworskie.
Pomimo żalu, jaki Konstantyn VII przez całe życie czuł do teścia, kontynuował główne linie jego polityki wewnętrznej i zewnętrznej. Przede wszystkim kontynuował politykę agrarną teścia. W marcu 947 roku wydał ustawę, zredagowaną przez patrycjusza i kwestora Teofila, na mocy której wszystkie grunty chłopskie, nabyte przez możnych po objęciu władzy przez Konstantyna, jak i te, które mogły być nabyte w przyszłości, podlegały zwrotowi. W przypadku sprzedaży dóbr należących do możnych chłopom przysługiwało prawo pierwokupu. Dla transakcji zawartych do 945 roku przewidziano ich rozwiązanie za zwrotem ceny kupna, z czego wyłączeni zostali ubodzy właściciele ziemscy, posiadający do 50 nomism gruntu. Kolejna ustawa, projektu patrycjusza Teodora Dekapolity, ustanawiała zakaz zbywania dóbr stratiockich, z których stratioci czerpali środki na swoje utrzymanie i ekwipunek. Podział majątku stratiockiego ustawa dopuszczała tylko w razie, gdy spadkobiercy podjęli wspólne zobowiązanie pełnienia służby wojskowej. Gdyby jakieś gospodarstwo stratiockie przekroczyło przepisową wartość, nadwyżka mogła być sprzedana, jeśli nie znajdowała się w rejestrze dóbr stratiockich. Roszczenia do dawnych dóbr stratiockich przedawniały się po 40 latach. Utrzymano w mocy poprzednie ustawy przewidujące zwrot dóbr nielegalnie nabytych bez odszkodowania. O zwrot mógł się ubiegać nie tylko dawny właściciel, ale i jego krewni do szóstego stopnia pokrewieństwa, a także osoby wspólnie pełniący służbę wojskową lub te, które były za nią odpowiedzialne.

### Polityka zagraniczna
Za panowania Konstantyna VII Cesarstwo toczyło opieszałe walki w Italii południowej. W 949 roku rząd cesarski przedsięwziął wyprawę przeciw piratom z Krety. Wskutek nieudolności głównodowodzącego Konstantyna Gongylasa zakończyła się ona jednak zupełnym niepowodzeniem. Główne walki toczyły się w północnej Syrii i Mezopotamii przeciw Seif-ed-Daulehowi. W 949 roku Bizantyńczycy zdobyli Germanicję i odnieśli kilka zwycięstw nad Arabami. W 952 roku przekroczyli Eufrat. W następnym roku jednak Seif-ed-Dauleh odzyskał Germanicję i wziął do niewoli Konstantyna Fokasa, syna domestyka Bardasa. Sytuacja zmieniła się, dopiero gdy w 954 roku Konstantyn powierzył naczelne dowództwo Niceforowi Fokasowi. Armia bizantyńska przeszła do ofensywy. W 957 roku padł fort Hadath w Syrii północnej, w 958 roku Jan Tzimiskes zdobył po ciężkich bojach Samosaty. W 959 roku wojska bizantyńskie odparły najazd węgierski.

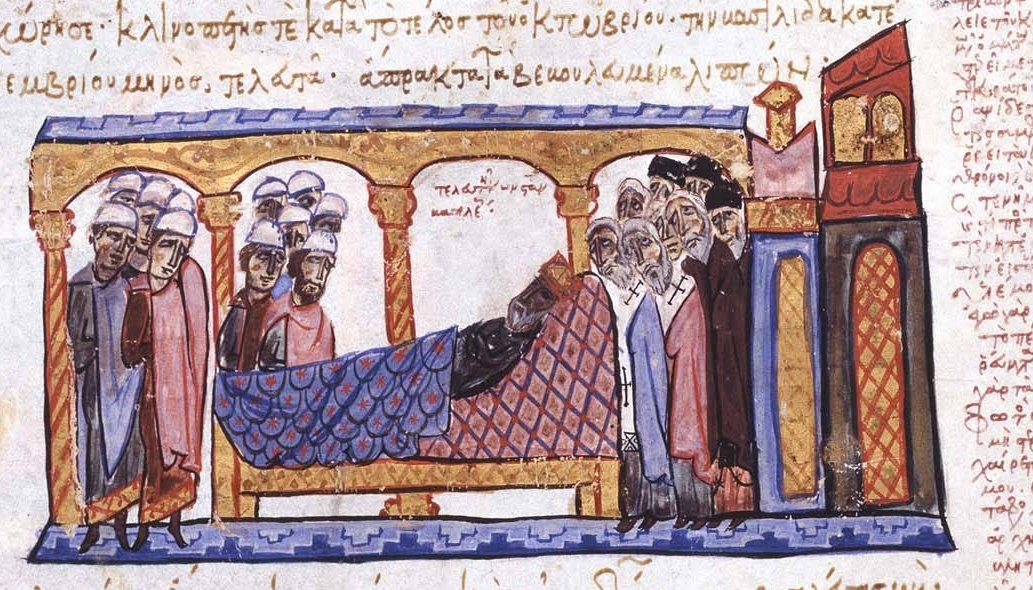
Śmierć Konstantyna. Miniatura z Kroniki Skylitzesa. Madryt

Na okres panowania Konstantyna VII przypada ożywiona działalność dyplomatyczna dworu bizantyńskiego. Wysyłano liczne legacje państw arabskich w związku z toczącą się wojną. Wymieniono świetne poselstwa z kalifem Kordoby Abd-er-Rahmanem III i Ottonem I niemieckim. Największą doniosłość miała jednak uroczysta wizyta w Konstantynopolu księżnej ruskiej Olgi, która jesienią 957 roku spędziła dłuższy czas na dworze cesarskim. Osobista wizyta regentki kijowskiej, która nieco wcześniej przyjęła chrzest i imię cesarzowej bizantyńskiej Heleny, stała się początkiem nowej epoki w dziejach stosunków bizantyńsko-ruskich i akcji misyjnej Kościoła bizantyńskiego na Rusi. Konstantyn podejmował także próby wciągnięcia Węgrów w orbitę wpływów bizantyńskich. Dwaj ich przywódcy zostali nawet ochrzczeni w 948 roku w Konstantynopolu. Ostatecznie jednak Węgrzy znaleźli się w strefie wpływów Rzymu.

## Twórczość
Konstantynowi przypisuje się autorstwo licznych dzieł, z których cztery najważniejsze to:
- De thematibus (O temach)
- Vita Basilii (Żywot cesarza Bazylego I)
- De administrando imperio (O zarządzaniu państwem)
- De cerimonnis aulae byzantinae (O ceremoniach dworu cesarskiego)

Znanym i dyskutowanym utworem przypisywanym Konstantynowi jest również Opowieść o wizerunku z Edessy .

### O temach
Traktat O temach (Perí ton themáton), cytowany najczęściej pod tytułami łacińskimi De thematibus albo De praefecturis, jest młodzieńczym dziełem Konstantyna. Powstał pomiędzy 934 a 944 rokiem. Ujęty w dwie księgi zawiera wiadomości o bizantyńskich prowincjach, jednostkach administracyjnych i wojskowych, powstałych w wyniku reorganizacji bizantyńskiej administracji za cesarza Herakliusza. Temy, zorganizowane na wzór egzarchatu Rawenny i Kartaginy, stanowiły terytoria, w których osiedlano formacje wojskowe, nadając żołnierzom ziemię. Było ich 17 we wschodniej części Cesarstwa i 12 w zachodniej.
Traktat ma charakter wyraźnie historyczno-antykwaryczny. Zawiera bardzo mało informacji o czasach autorowi współczesnych. Wyrasta z fascynacji epoką Justyniana, daje też wierny obraz geografii Cesarstwa w VI wieku. Konstantyn omawia po kolei każdy tem, podaje informacje na temat ludności głównych miast, wyjaśnia ich nazwy, historię, przytacza nawet złośliwe epigramaty na ich temat. Materiał zaczerpnął Konstantyn głównie ze Słownika Stefana z Bizancjum i  Towarzysza podróży Hieroklesa. Traktat O temach zachował się w 6 rękopisach. Najstarszy pochodzi z XII wieku.

### Opowiadanie historyczne
Około 950 roku Konstantyn opracował samodzielne dzieło Opowiadanie historyczne o życiu i czynach czcigodnego cesarza Bazylego (Historiké diégesis tu bíu kaj ton prákseon Basiléju tu aojdímu basiléos), cytowane pod łacińskim tytułem Vita Basilii. We wstępie autor zwierza się z zamiaru napisania historii wszystkich cesarzy bizantyńskich. Ostatecznie brak materiałów i czasu stanęły na przeszkodzie w realizacji tego zamierzenia. Konstantyn przedstawił w Opowiadaniu sylwetkę założyciela dynastii, rysując go jako cesarza idealnego i godnego naśladowania, niejednokrotnie z uszczerbkiem dla prawdy historycznej. Za wzór obrał sobie retora Izokratesa oraz historyków Polibiusza i Plutarcha. Oprócz źródeł pisanych korzystał z tradycji ustnej. W wielu miejscach z jego relacją pozostaje zbieżna Kronika Józefa Genezjusza, który najprawdopodobniej posłużył się tymi samymi źródłami.
Opowiadanie historyczne zachowało się jako piąta księga Kontynuacji Teofana, w jednym tylko rękopisie z XI wieku, z którego w XVI stuleciu sporządzone zostały trzy kopie.

### O zarządzaniu państwem
Najważniejszą samodzielną pracą Konstantyna jest dzieło O zarządzaniu państwem (De administrando imperio), nazwane tak przez XVII-wiecznego wydawcę Meursiusa. Autor zadedykował je swemu rodzonemu synowi Romanowi na 14 urodziny (952). Na wstępie udziela synowi rad, jak się ma zachowywać, by stać się godnym korony cesarzy bizantyńskich. Udziela mu też wiedzy, zgromadzonej przez niego i jego ojca na temat obcych ludów, ich stosunku do Bizancjum, wykorzystaniu jednych przeciw drugim. Opisał ich zwyczaje, zajmowane przez nich terytoria, ich historię. Wiedzę tę uważał za konieczną, by móc na drodze dyplomatycznej podporządkować Cesarstwu jego wrogów.
Dzieło składa się z czterech części. Każda z nich zaczyna się od napomnień skierowanych do syna. Pierwsza (rozdziały 1–12) opisuje stosunki panujące między Uzami, Chazarami, Pieczyngami, Rusami, Bułgarami i Węgrami oraz ich stosunek do Bizancjum. Druga (rozdział 13) poucza, jak wykorzystać dyplomatycznie ich pożądanie podarków, korony, koligacji z rodziną cesarską, „greckiego ognia”. Trzecia, najobszerniejsza (rozdziały 14-48) przedstawia historię, geografię i zwyczaje ludów obcych, podzielone na trzy części. Pierwsza jest poświęcona Arabom, Hiszpanii, Italii, Dalmacji, Chorwatom i Serbom, zawiera też epizody dotyczące Awarów, Pieczyngów i Węgrów. Część druga zajmuje się Armenią i Iberią, trzecia mówi o akcjach dyplomatycznych Bizancjum. Czwarta część dzieła (rozdziały 48–53) poświęcona została sprawom wewnętrznym państwa i stanowi uzupełnienie młodzieńczej pracy Konstantyna O temach. Znajdują się tu informacje o osiedleniu się Słowian w temie Morei i o wojnie z Bułgarami w latach 849–896.
Struktura dzieła – powtórzenia, sprzeczne datowanie tych samych wydarzeń – zdaje się wskazywać, że cesarz redagował przygotowane mu materiały w różnym czasie, dzieląc odrębne partie materiału na rozdziały. Analiza treści wskazuje, że autor miał początkowo zamiar napisać dwie odrębne prace, jedną poświęconą ludom (perí  ethnόn) i o temach (perí ton themáton). Dzieło posiada dwie warstwy: dydaktyczną, zawierającą wskazówki dla syna na temat polityki zagranicznej państwa, i informacyjną, dotyczącą dziejów i organizacji obcych ludów. Cesarz traktował swój materiał bezkrytycznie, całą swą uwagę poświęcając temu, by przekazać jak najwięcej informacji synowi. Jakkolwiek niektóre partie dzieła powtarzają się w traktacie O temach i w Kontynuacji Teofana, O zarządzaniu państwem stanowi bezcenne źródło dla dziejów Bizancjum i ludów ościennych w X wieku. Szczególnie wartościowe są przekazy o Rusach, Słowianach południowych, Wenecji, Italii, Węgrach, Morawach oraz o ludach tureckich, Persach i Armeńczykach. Opowiadaczom chorwackim zawdzięczał Konstantyn VII informacje o tak zwanej „wielkiej Chrobacji”, leżącej z tamtej strony Bagibarei (Bawarii). W dawniejszej, polskiej literaturze historycznej sądzono, że wiadomości Konstantyna dotyczą terytorium księstwa Wiślan.
Konstantyn korzystał w swej pracy z Kroniki Teofana Wyznawcy, Kroniki Jerzego Mnicha, Słownika Stefana z Bizancjum, Taktika Maurycjusza, sprawozdań posłów, itinerariów geograficznych, zaginionego opisu ziem położonych między Dunajem a Kaukazem. Nazwy geograficzne podał również w przekładzie greckim. Z uwagi na to, że dzieło zawierało wiele informacji poufnych związanych z polityką państwa, zostało sporządzone tylko w jednym egzemplarzu i było starannie przechowywane. Nie zna go żaden z późniejszych pisarzy bizantyńskich. Zachowało się w jednym rękopisie z XI wieku.

### O ceremoniach

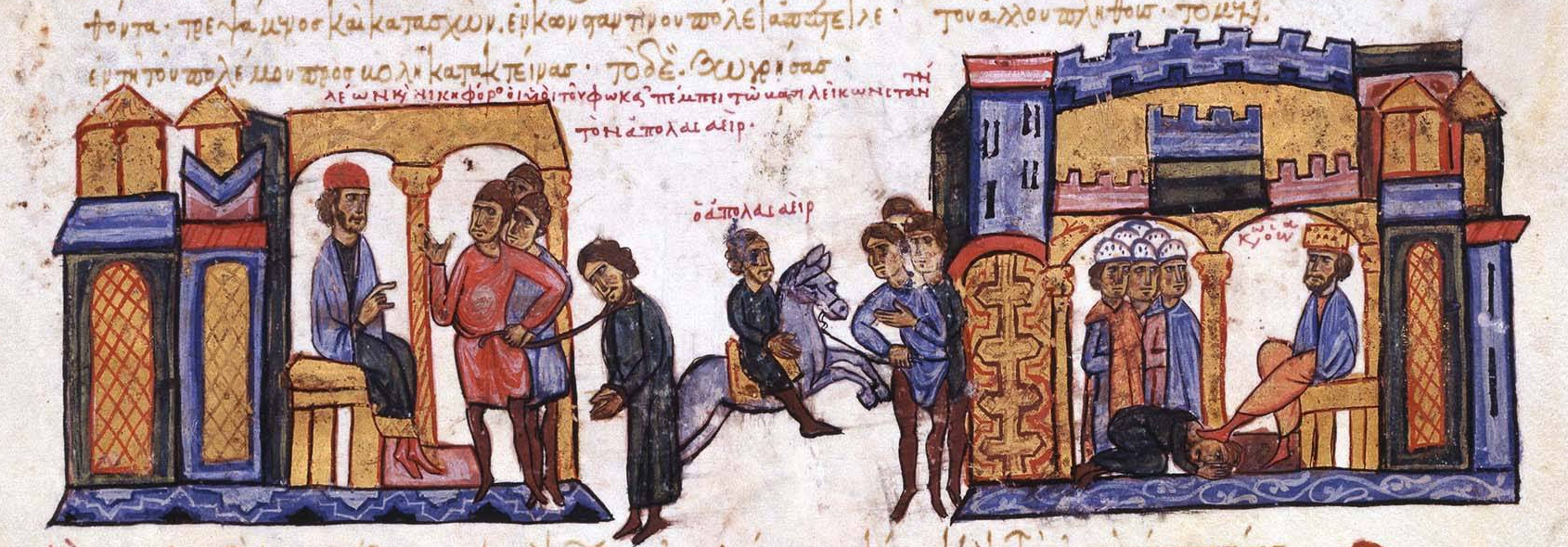
Leon Fokas wysyła do cesarza arabskiego generała Abul Asaira, pokonanego w bitwie. Miniatura z Kroniki Skylitzesa. Madryt

Z udziałem Konstantyna powstało obszerne dzieło O ceremoniach dworu bizantynskiego (Ékthesis tes basiléju tákseos, tytuł łaciński: De cermoniis aulae Byzantinae) liczące sobie w wydaniu Reiskiusa 800 stron. Dzieło w interesujący sposób przedstawia drobiazgowy opis ceremoniału dworu bizantyńskiego, etykietę na dni powszednie i uroczystości, takie jak chrzest, ślub, koronacja czy pogrzeb członków rodu cesarskiego. Szczegółowo są też przedstawione ceremoniał przyjmowania obcego poselstwa, zależny od rangi znaczenia wysyłającego go władcy, przyjęcie poselstwa na granicy, audiencja w sali tronowej.
W O ceremoniach zachowało się sporo szczegółów z życia dworu. Szczególnie cenne dla historii literatury są aklamacje, śpiewane na hipodromie ku czci cesarza przez stronnictwa cyrkowe. Stronnictwa zamawiały je u swoich poetów i kompozytorów. Były napisane w jambach, trochejach lub wierszem politycznym. Poziomem artystycznym dorównywały hymnom religijnym. Stanowią zabytki bizantyńskiej poezji ludowej.
O ceremoniach stanowi zbiór najróżniejszych przepisów etykietalnych podzielonych na rozdziały. Konstantyn w przedmowie do syna pisze, że nie znalazł w bibliotece pałacowej żadnej podobnej księgi. Na analogiczne dzieło natrafił dopiero w klasztorze Sigriane. Zostało napisane z inicjatywy Leona VI przez Leona Katakylasa. Konstantyn znacznie je poszerzył, wykorzystując ponadto Hierarchiczny spis urzędników (Klerotolόgion) Filotesa Protospatara z IX wieku, hierarchiczną listę kościelną Epifaniusza z Salaminy i zaginioną pracę Piotra Patrycjusza.
Większość prac nad dziełem została wykonana pod nadzorem cesarza przez jego współpracowników. Pierwotna redakcja nie zachowała się. Z czasem uzupełniono je o nowe elementy, takie jak proklamacja Nicefora II Fokasa (963–969), wzmianka o grobowcu Konstantyna VII w kościele świętych Apostołów, kolejne pieśni ludowe.

### Pisma zaginione
Nie zachowały się listy Konstantyna VII, jego poezje o treści religijnej i świeckiej, wzmiankowane w późniejszych źródłach, mowy: z okazji pięćsetlecia przeniesienia relikwii św. Jana Chryzostoma (938), na rocznicę odnalezienia cudownego obrazu Chrystusa w zrujnowanej Edessie (po 945) i do wodzów i żołnierzy przed wyruszeniem na wojnę (958). Nie zachowała się też praca Porfirogenety Prognozowanie pogody (Brontolόgion kaj sejsmolόgion).

## Działalność wydawnicza

### Encyklopedia historii i nauki o państwie
Idąc za przykładem Focjusza i Aretasa, Konstantyn postanowił wydać najwybitniejsze utwory literatury greckiej. Ponieważ rękopisy znajdowały się w bibliotekach klasztornych rozrzuconych po terenie całego państwa, cesarz rozesłał swoich współpracowników na poszukiwania. Odnalezione księgi przesyłano do Konstantynopola. Jednocześnie zespół pracujący pod ścisłym nadzorem Konstantyna dokonał podziału wiedzy historycznej na 53 działy i zajął się opracowaniem Encyklopedii historii i nauki o państwie. Ekscerpowano zgromadzone teksty, tak by zachować jasny obraz oryginału i przekazywano tekst do przepisania kopistom. Schemat ekscerptów wyglądał następująco: przepisywano najwartościowszy fragment dzieła i zaopatrywano go we wprowadzenie, a gdy zachodziła potrzeba, przedstawiano również w skrócie treść poprzedzającą przygotowywany wyciąg. W tekst oryginału ingerowano tylko wtedy, gdy treść dzieła wykraczała poza ramy tematyczne działu, do którego zostało ono przyporządkowane. Skracano te partie utworu, które dla czytelników X wieku były nieczytelne. Skrót lub opuszczenie zaznaczano uwagą redaktora, często też podawano odesłanie do działu pokrewnego.
Całość materiału, podzieloną na 53 Zbiory (Eklogáj) tematyczne, zebrano w 200 tomach. Zawierała ona wyciągi z greckich autorów historycznych od Herodota i Tukidydesa po wiek IX z uwzględnieniem Jerzego Mnicha. Większa część pracy zespołu redakcyjnego zaginęła. Całkowicie zachował się jedynie zbiór Ekscerpty o poselstwach (Eklogáj perí presbejόn, tytuł łaciński: Excerpta de laegationibus). Zbiór stanowi monografię na temat tego, co napisali greccy historycy o poselstwach. Rozdział pierwszy mówi o poselstwach obcych w Bizancjum, rozdział drugi o poselstwach Rzymian (tj. Bizantyńczyków) do różnych narodów. Zachowały się ponadto w połowie Ekscerpty o cnocie i przewrotności (Eklogáj perí aretés kaj kakías, tytuł łaciński: Excerpta de virtutibus et vitiis), dotyczące zagadnień moralnych. We fragmentach zachowały się Ekscerpty o sentencjach (Eklogáj perí gnomόn, tytuł laciński: Excerpta de sententiis) pochodzące z Opowieści babilońskich Jamblicha z Syrii (II w.) i Ekscerpty o zasadzkach na cesarzy (Eklogáj perí epibulόn katá basiléon gegonyjόn, tyt. łac.: Excerpta de insidiis). Z tytułów znane są jeszcze Ekscerpty o fortelach wojennych (Eklogáj perí strategmáton, De strategmatis), Ekscerpty o zgromadzeniach żołnierskich (Eklogáj perí demogoriόn, De contionibus militaribus) o tym jak pobudzać żołnierzy do walki – zbiór mów z nieznanych podręczników sztuki wojskowej.

### Inne encyklopedie

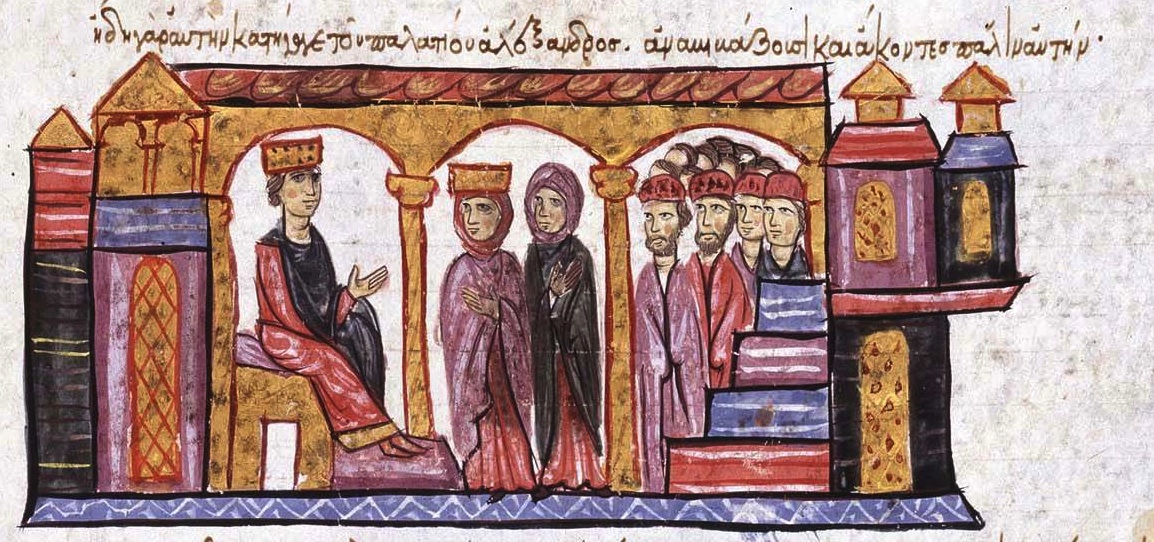
Konstantyn VII przywołuje swą matkę z wygnania. Miniatura z Kroniki Skylitzesa. Madryt

Z inicjatywy i pod nadzorem Konstantyna VII powstały również inne prace o charakterze encyklopedycznym. Lekarz Teofan Nonnos zredagował na podstawie różnych podręczników lekarskich Encyklopedię wiedzy medycznej (Iatriká, tyt. łac.: De curatione morborum). Pracę swoją oparł głównie na Zbiorach lekarskich Orybazjusza z Pergamonu (IV w.).
Anonimowy autor sporządził na podstawie wcześniejszych podręczników leczenia zwierząt domowych, głównie koni, najcenniejszych ze zwierząt domowych, Encyklopedię wiedzy weterynaryjnej (Hippiatriká, Veterinaria medicina). Do swej kompilacji w dwóch księgach wykorzystał dzieła wcześniejszych autorów Apsyrtosa (Hippiatriká), Hipokratesa (IV w.) i prawnika Hieroklesa, autora O sztuce leczenia koni w dwóch księgach.
Około 950 roku została wydana z inicjatywy Konstanyna VII, zadedykowana mu, Encyklopedia wiedzy rolniczej (Geoponiká). Stanowi ona nową redakcję pochodzącego z VI wieku Wyboru dzieł rolniczych (Haj perí georgías eklogáj) Kasjana Bassusa z Bitynii, będącego kompilacją dzieł wcześniejszych, przede wszystkim Zbioru przepisów rolniczych (Synagogé georgikόn epitedeumáton) Windaniosa Anatoliosa (IV w.), przedstawiciela racjonalnego podejścia do gospodarki, oraz Rolnictwa (Georgiká) w 15 księgach Dydyma Młodszego z Aleksandrii (IV/V w.), łączącego uprawę roli z formułkami magicznymi i przesądami. Encyklopedia wiedzy rolniczej daje w dwudziestu księgach przegląd całej antycznej wiedzy rolniczej.
Kolejna z encyklopedii – Encyklopedia zoologiczna (Perí zόon epitomé) w czterech księgach – jest anonimowym skrótem Historii zwierząt Arystotelesa. We fragmentach zachował się również traktat O strategii różnych ludów (Strategikόn perí ethnόn diaphόron), znany z rękopisu florenckiego z X wieku pod imieniem Konstantyna Porfirogenety. Jest to zbiór wypisów z jedenastej księgi Maurycjusza (VI–VII w.), opisujący sztukę prowadzenia wojny przez sąsiadów Bizancjum: Persów, Awarów, Turków, Słowian.

## Znaczenie
Konstantyn VII, podobnie jak grono jego współpracowników, nie był twórczym uczonym czy artystą. Tworzył i inspirował prace kompilacyjne, mające przekazać potomnym dorobek literatury greckiej – antycznej i wczesnobizantyńskiej – w postaci całych arcydzieł lub ich najwartościowszych części. Stał się twórcą renesansu studiów nad starożytnością grecką. Dzięki niemu historiografia bizantyńska przekroczyła ramy zakreślone przez pisane w klasztorach kroniki, przynosząc utwory historyczne o szerszej perspektywie, dzieło wyższych urzędników cesarskich. W swoich pracach Konstantyn świadomie posługiwał się współczesnym językiem mówionym i wymagał tego od innych pisarzy, przez co przyczynił się do poszerzenia kręgu odbiorców literatury, dla których pseudoklasyczna greka była już zupełnie niezrozumiała.

## Rodzina
Z żoną Heleną Lekapeną, córką cesarza Romana I Lekapena, którą poślubił w kwietniu 919 roku, Konstantyn miał sześcioro dzieci:
- Zoe, wygnaną do klasztoru Kanikleion w 959 roku, a następnie do Antiochii wraz z siostrami Teodorą i Teofano, przez brata, pragnącego przypodobać się żonie,
- Romana II, przyszłego cesarza (959–963),
- Teodorę, żonę cesarza Jana I Tzimiskesa,
- Agatę, wygnaną do klasztoru Kanikleion w 959 roku, a następnie do Myrelaion wraz z siostrą Anną, przez brata Romana,
- Teofano, wygnaną do klasztoru Kanikleion w 959 roku, a następnie do Antiochii wraz z siostrami Teodorą i Zoe,
- Annę, wygnaną do klasztoru Kanikleion w 959 roku, a następnie do Myrelaion wraz z siostrą Agatą[29][30].

## Przekłady fragmentów w języku polskim
- Konstantyn Porfirogeneta, Novella, przeł. Halina Evert-Kappesowa, [w:] Upadek Cesarstwa Rzymskiego i początki feudalizmu na Zachodzie i w Bizancjum, oprac. Marian Henryk Serejski, Warszawa 1954. Materiały Źródłowe do Historii Powszechnej Epoki Feudalizmu, t. 1, red. Marian Małowist, s. 145, 178–180.
- Konstantyn Porfirogeneta, O Rusach, którzy przybywają z Rusi do Konstantynopola w monoksylach, tłumaczyła z języka greckiego, wstępem i komentarzem opatrzyła Halina Evert-Kappesowa, „Nautologia” 5 (1970), z. 3/4, s. 73–78.
- Konstantyn Porfirogeneta, O zarządzaniu państwem (fragm.), przeł. August Bielowski, w: Monumenta Poloniae Historica, t.1, Lwów 1864, s. 15–50 (reprint Warszawa 1960).
- Konstantyn Porfirogeneta, O zarządzaniu cesarstwem, przełożył, wstępem, objaśnieniami opatrzył Aleksander Paroń, Instytut Archeologii i Etnologii Polskiej Akademii Nauk, Warszawa 2024. ISBN 978-83-66240-17-9